# Carlos Soto Romero
Carlos Soto Romero (1902 - Palma de Mallorca, 5 de noviembre de 1936) fue un militar español que llegó al grado de teniente de navío de la Armada Española.
Al comenzar la Guerra Civil se encontraba destinado en Barcelona al mando del Torpedero 17. Fiel a la legalidad republicana, se mantuvo a las órdenes de las autoridades militares de la República. El Capitán Alberto Bayo, por orden del general José Aranguren Roldán le ordenó acudir en su nombre a Baleares donde los sublevados habían controlado Mallorca, para que se rindieran. Soto desembarcó el 21 de julio en el Puerto de Pollensa y en un coche alquilado se dirigió a Palma. A su petición, el coronel afecto a la sublevación, Aurelio Díaz de Freijó, se negó y aunque dejó marchar a Soto con una respuesta dubitativa, otros militares presentes y sublevados en la isla lo detuvieron y sometieron a un consejo de guerra sumarísimo, siendo condenado a muerte y ejecutado en el Fuerte de San Carlos.